# La Sainte et son fou
Pour plus de détails, voir Fiche technique et Distribution.
La Sainte et son fou (Die Heilige und ihr Narr) est un film allemand réalisé par William Dieterle, sorti en 1928.

## Fiche technique
- Titre original : Die Heilige und ihr Narr
- Titre français : La Sainte et son fou
- Réalisation : William Dieterle
- Scénario : Curt Johannes Braun (en) et Charlotte Hagenbruch (en) d'après le roman d'Agnes Günther (en)
- Photographie : Frederik Fuglsang (en)
- Pays d'origine : République de Weimar
- Format : Noir et blanc - 1,33:1 - Film muet
- Genre : drame
- Date de sortie : 1928

## Distribution
- William Dieterle : Harro, Graf von Torstein
- Lien Deyers : Rosemarie von Brauneck
- Gina Manès : Fürstin von Brauneck
- Félix P. Soler : Fürst von Brauneck
- Camilla von Hollay : Fräulein Braun
- Mathilde Sussin : Frau von Hardenstein
- Heinrich Gotho : Märt
- Sophie Pagay : Tante Uli
- Auguste Prasch-Grevenberg : Tante Marga
- Hanni Reinwald (en) : Lisa, la servante de Rosemarie
- Loni Nest : Rosemarie enfant